# Мамы чемпионов
«Ма́мы чемпио́нов» — российская телевизионная спортивная драма. Пилотное название телесериала — «Мамы в спорте». Производством сериала занималась компания Art Pictures Vision при участии Varvar Studio.
Онлайн-премьера телесериала состоялась 27 марта 2019 года на сервисе Videomore и официальном сайте телеканала «СТС». Телевизионная премьера состоялась на телеканале «СТС» 1 апреля 2019 года в 21:00. С 8 апреля 2019 года серии выходили после 23:00.
Заключительная серия вышла 25 апреля 2019 года в 00:30.

## История создания
О разработке сериала впервые было объявлено в сентябре 2017 года, на презентации телевизионного сезона канала СТС 2017/2018.
Пилотная серия телесериала была посвящена прыжкам в воду, после этого вид спорта создатели решили изменить, и теперь главных героев связывает плавание.
Съёмки проходили с июня по сентябрь 2018 года.
Сцены тренировок и водных состязаний снимали в бассейне «Динамо», во дворце спорта «Триумф» в Люберцах и Дворце водных видов спорта «Руза», где тренируют реальных чемпионов. Действие сериала происходит в Ярославле, где снимали сцены на улицах города, а также виды города сверху (с квадрокоптера).
Консультантами проекта были заслуженный тренер России Виктор Коршунов и трёхкратная чемпионка Европы Станислава Комарова.
Из-за низких рейтингов проект был закрыт после 1-го сезона.

## Сюжет
Молодой тренер по плаванию Вера Лескова в одиночку воспитывает и тренирует своего единственного сына Кирилла. Спустя 16 лет после тяжёлых драматических событий прошлого жизнь вновь сталкивает Веру с коварством собственной матери Аллы и бывшим парнем Андреем. Чей взгляд на воспитание чемпионов по плаванию одержит победу в столь непростом противостоянии?

## Персонажи

### В главных ролях
| Актёр               | Роль |
| ------------------- | --- |
| Екатерина Вилкова   | Вера Александровна Лескова 34 года, тренер по плаванию, дочь Аллы Гордеевой, мать Кирилла                          |
| Ирина Розанова      | Алла Николаевна Гордеева мама Веры, бабушка Кирилла, тренер по плаванию, заместитель министра по спортивной работе |
| Павел Трубинер      | Андрей Петрович Никитин бывший парень Веры, биологический отец Кирилла, главный тренер Северо-Восточного региона   |
| Данил Акутин        | Кирилл Лесков сын Веры, внук Аллы, пловец, парень Сони                                                             |
| Вячеслав Чепурченко | Митя Петров влюблён в Веру, прыгун в воду, 23 года                                                                 |
| Григорий Верник     | Женя Шилов соперник Кирилла, пловец, парень Светы Голубевой                                                        |

### В ролях
| Актёр                | Роль                                                               |
| -------------------- | ------------------------------------------------------------------ |
| Анастасия Дубровская | Марина Анатольевна Свиридова подруга Веры, мама Вани               |
| Сабина Ахмедова      | Камилла Муслимовна Асланбекова жена Амира, мама Руслана            |
| Бесо Гатаев          | Амир Нуриманович Асланбеков муж Камилы, папа Руслана               |
| Борис Каморзин       | Константин Дмитриевич Петров папа Мити                             |
| Мария Звонарёва      | Лариса Витальевна мама Светы                                       |
| Мария Валешная       | Геля бывшая невеста Андрея Никитина                                |
| Елена Мольченко      | Ольга Константиновна Сомова тренер по плаванию                     |
| Виктория Белякова    | Вера Лескова в юности 18 лет, пловчиха                             |
| Дан Розин            | Андрей Никитин в юности пловец                                     |
| Софья Лукьянова      | Света Голубева пловчиха, девушка Жени Шилова                       |
| Максим Макаров       | Иван Рыбаков сын Марины, боксёр                                    |
| Лука Сегал           | Руслан Асланбеков сын Амира и Камиллы, занимается боксом и вокалом |
| Мария Боровичёва     | Соня Терентьева теннисистка, девушка Кирилла                       |
| Сергей Шанин         | Виталий Михайлович тренер Сони                                     |
| Арслан Мурзабеков    | Мурад Гаджиевич тренер по боксу, влюблён в Марину                  |
| Алексей Мясников     | Руслан Сергеевич Загорский певец                                   |
| Алиса Богарт         | Маргарита мама Сони                                                |
| Дмитрий Готсдинер    | Олег отец Сони                                                     |
| Владислав Миллер     | Куликов                                                            |

## Список сезонов
| Сезон | Сезон | Серии | Период трансляции  |
| ----- | ----- | ----- | ------------------ |
|       | 1     | 20    | 1 — 25 апреля 2019 |

### Серии

#### Сезон 1
| № серии | Описание серии | Премьера   |
| ------- | --- | ---------- |
| 1       | У 18-летней Веры было всё: золото на соревнованиях, любимый человек, обожаемый папа, мама — тренер по плаванию. Но, после предательства мамы, в один момент от Веры «уплыла» вся её успешная жизнь: она неожиданно покидает большой спорт и остаётся одна с ребёнком на руках. Спустя 15 лет Вера — успешный тренер. Только прошлое не отпускает Веру и преподносит заманчивое предложение. | 01.04.2019 |
| 2       | Никитин диктует свои условия, Вера не готова отдавать ему своих спортсменов. Марина просит Веру помочь устроить Ваню в новую секцию. Амир договаривается о занятиях боксом для Руслана. Митя ищет встречи с Верой. | 02.04.2019 |
| 3       | Женя уходит из команды Веры в сборную. Время тренировок команды Веры отдают Никитину для сборной. Мурад советует Ване похудеть. Ваня вступается за Руслана. Кирилл вступается за девушку Соню, и оказывается в полиции. | 03.04.2019 |
| 4       | Соня берёт вину на себя, защищая Кирилла. Вера и Никитин заключают сделку. Ваня и Руслан вместе противостоят парням из боксёрской секции. Митя решает задержаться в городе из-за Веры. Марина хочет помочь Вере и рассказывает Никитину, что Кирилл его сын. | 04.04.2019 |
| 5       | Митя признаётся в любви к Вере. Вера готова отдать Никитину тренировать Кирилла, но Никитин уходит с поста главного тренера. Кирилл уговаривает Соню на свидание. К Ване на соревнования приходит отец. Света хочет помириться с Женей, но тот только унижает её. А Кирилл уходит из дома.                                                                                                  | 08.04.2019 |
| 6       | Вера и Митя ищут Кирилла. Кирилл попадает в больницу. Мурад помогает помириться Марине и Ване. Марина намекает Камилле, что Амир её не ценит. Камилла и Амир ссорятся. Никитин решает остаться ради Кирилла. | 09.04.2019 |
| 7       | Свету начинают травить из-за поцелуя с Кириллом. Мурад оказывает Марине знаки внимания. Камилла встречает своего бывшего. Петров просит Веру убедить Митю вернуться в Москву. Никитин предлагает Вере поужинать, но к нему неожиданно приезжает невеста Геля. | 10.04.2019 |
| 8       | Геля подозревает, что Никитин изменял ей с Верой. Игорь обвиняет Ваню, что тот украл его телефон. Соня приходит на соревнования к Кириллу. Вера снимает Свету с соревнований. Митя признаётся Вере в любви. | 11.04.2019 |
| 9       | Кирилла обвиняют в приёме допинга. Мурад приглашает Марину на свидание. Мать Светы обвиняет Веру в том, что Света пыталась покончить с собой. Амир узнаёт, что это из-за него Камилла не может забеременеть. | 15.04.2019 |
| 10      | После скандала с мамой Светы Вера вынуждена уйти с работы. Марина знакомится с мужчиной своей мечты. А бывший поклонник Камиллы оказывается очень настойчивым. | 16.04.2019 |
| 11      | Вера ссорится с Митей. Света ругается с мамой. Амир узнаёт, что Камилла с Русланом его обманывали. Марина влюбляется в Артёма и строит большие планы. Света делает публичное обращение в защиту Веры. | 17.04.2019 |
| 12      | Камилла объявляет, что Руслан больше не будет ходить на хор. Никитин зовёт Веру к себе вторым тренером. Вика обвиняет Соню в том, что не едет на соревнования, так как её мать всё купила. Кирилл узнаёт, что Никитин — его отец. | 18.04.2019 |
| 13      | Кирилл сбегает со спортбазы. Вера обижена на мать и на Никитина. Артём жалуется Марине, что у него больная мама и проблемы с деньгами, Марина готова ему помочь. Ваня с подачи Марины обижает Руслана. Загорский знакомится с Амиром. | 22.04.2019 |
| 14      | Кирилл врёт Никитину, что вернётся на базу и к тренировкам. Учительница Руслана убеждает Амира, что у его сына большое музыкальное будущее. Митя возвращается в Москву. Марина даёт деньги Артёму. Женя и Света мирятся. | 22.04.2019 |
| 15      | Соня и Кирилл попадают в полицию. Соня понимает, что мама её всё время обманывала. Петров обвиняет Веру, что она встречалась с его сыном, вместо того, чтобы помочь ему вернуться к тренировкам. Камилла просит Загорского оставить её в покое, но тот приходит к ней в гости. У Веры и Никитина вспыхивают былые чувства.                                                                  | 23.04.2019 |
| 16      | Марина понимает, что Артём аферист. Митя думает, что Вера бросила его из-за Никитина. Амир узнаёт, что Камилла и Загорский были в отношениях. | 23.04.2019 |
| 17      | Амир подозревает, что Камилла изменяет ему с Загорским. Загорский решает подставить Амира. Геля ссорится с Никитиным. Никитин пытается наладить отношения с Верой, но вмешивается Митя. | 24.04.2019 |
| 18      | Геля мстит Никитину. Никитин остро переживает и уходит с поста главного тренера. Мурад помогает Марине. Митя прощается с Верой. Света бросает Женю, а после узнаёт, что беременна. Алла, наконец, решает разобраться в деле Никитина. | 24.04.2019 |
| 19      | Алла понимает, кто подставил Никитина с допингом, и выводит его на чистую воду. Митя находит новое увлечение. Аня уговаривает Руслана не бросать бокс. Камилла даёт показания в суде. Марина убеждает Амира вернуться домой. Андрей пытается наладить отношения с Кириллом. | 25.04.2019 |
| 20      | Кирилла всё-таки допускают до участия в Первенстве. Амир мирится с Камиллой и возвращается в семью. Вера узнаёт, что Митя в больнице. Женя узнаёт, что Света беременна. Павел говорит, что хочет наладить отношения с Ваней. Вера мирится с мамой. | 25.04.2019 |